# بیچانکورت
بیچانکورت (به فرانسوی: Bichancourt) یک کمون در فرانسه است که در ان (ا-دو-فرانس) واقع شده‌است. بیچانکورت ۷٫۷۳ کیلومتر مربع مساحت دارد ۶۱ متر بالاتر از سطح دریا واقع شده‌است.